# Ronald McLelland
Pour les articles homonymes, voir McLelland.
Ronald David McLelland (27 mars 1926-1er février 2014) est un homme politique fédéral canadien de la Saskatchewan. Il représente la circonscription de Rosetown—Biggar à titre de député du Parti progressiste-conservateur du Canada de 1965 à 1968.

## Biographie
Né à Loreburn (en) en Saskatchewan, McLelland entre à la Chambre des communes du Canada en 1965. Après seulement un mandat au cours de la 27e législature, il ne se représente pas en 1968.
Il meurt à l'hôpital de Saskatoon à l'âge de 87 ans.